# خرشوف قرني
خرشوف قرني (الاسم العلمي:Cynara cornigera) هو نوع من النباتات يتبع جنس الخرشوف من الفصيلة النجمية.